# UCIロードワールドランキングス
UCIロードワールドランキングス(UCI Road World Rankings)は、1984年から2004年まで実施された自転車競技ロードレースにおけるランキングシステムのことである。

## 概要
このシステムが導入される以前から、フランスの酒造会社であるペルノーがスポンサーとなっていたスーパープレスティージュがロードレースにおける公認ランキングシステムとなっていたが、一部の有名主要レースしか対象にならなかったため、世界各地で行われているロードレースを広く対象とし、かつ12ヶ月間に亘って対象とする壮大なランキングシステムを国際自転車競技連合(UCI)が考案した。
しかしながら、対象期間が長いこともあって当初はある意味事務的なランキングシステムであり、世界自転車選手権後にシーズン終了時までしばし展開されていた「スーパープレスティージュ争い」のような盛り上がりを作ることはできなかった。また、欧州自転車界においてはスーパープレスティージュのほうが遥かに権威のある賞として認知されていたこともあり、このランキングシステムを意識する選手は少なかった。
ところが、スーパープレスティージュが1988年に諸般の事情により廃止されることになり、このランキングの重要性が増すことになった。さらにUCIは、1989年よりスーパープレスティージュに代わって行われるようになったUCI・ロードワールドカップとの差別化を図るべく、同年よりこれまでの年間表彰制度を改め、リアルタイムランキング制を導入した。導入当初は有効に働き、選手の客観的な力関係を示していた。
しかし、例えばツール・ド・フランスの連覇を毎年更新していたランス・アームストロング（ただし後年に全成績剥奪、ランス・アームストロングのドーピング問題を参照）が、レース出走回数が少ないことなどの要因も重なってトップに立つケースがほとんどないといった弊害（アームストロングが1位になったのは2001年7月1日〜9月29日の期間のみ）が表面化。さらに次第にワールドカップと似通ったランキングとなっていったこともあり、2004年限りでワールドカップ共々廃止。2005年にUCIプロツアーを導入することになった。
なお、同システム実施当時のランキング内容についてはポーランド語の同項目に詳しく掲載されている[:pl]。

## 歴代第1位選手
太字は年間第1位
| 1位時期        | 選手名                         |
| -------------- | ------------------------------ |
| 1984年-1988年  | ショーン・ケリー               |
| 1989年5月15日  | シャーリー・モテ               |
| 1989年7月23日  | ローラン・フィニョン           |
| 1989年8月6日   | シャーリー・モテ               |
| 1989年9月30日  | ローラン・フィニョン           |
| 1990年6月6日   | ジャンニ・ブーニョ             |
| 1991年6月16日  | クラウディオ・キアプッチ       |
| 1991年6月30日  | ジャンニ・ブーニョ             |
| 1992年6月14日  | ミゲル・インドゥライン         |
| 1994年6月12日  | トニー・ロミンゲル             |
| 1995年9月25日  | ローラン・ジャラベール         |
| 1996年10月10日 | アレックス・ツェーレ           |
| 1996年10月27日 | ローラン・ジャラベール         |
| 1997年3月9日   | アレックス・ツェーレ           |
| 1997年4月6日   | ローラン・ジャラベール         |
| 1998年10月10日 | ミケーレ・バルトリ             |
| 1999年6月6日   | ローラン・ジャラベール         |
| 2000年6月4日   | フランチェスコ・カーザグランデ |
| 2000年8月20日  | ヤン・ウルリッヒ               |
| 2000年9月17日  | フランチェスコ・カーザグランデ |
| 2001年6月10日  | ダビデ・レベリン               |
| 2001年7月1日   | ランス・アームストロング       |
| 2001年9月30日  | エリック・ツァベル             |
| 2002年3月24日  | エリック・デッケル             |
| 2002年4月7日   | エリック・ツァベル             |
| 2003年3月23日  | パオロ・ベッティーニ           |
| 2004年6月27日  | アレサンドロ・ペタッキ         |
| 2004年7月25日  | エリック・ツァベル             |
| 2004年8月15日  | パオロ・ベッティーニ           |
| 2004年10月17日 | ダミアーノ・クネゴ             |